# SN 2006qa
SN 2006qa – supernowa typu Ia odkryta 16 listopada 2006 roku w galaktyce A030109-0001. W momencie odkrycia miała maksymalną jasność 23,00m.